# ニコラウス・フォン・ツィンツェンドルフ

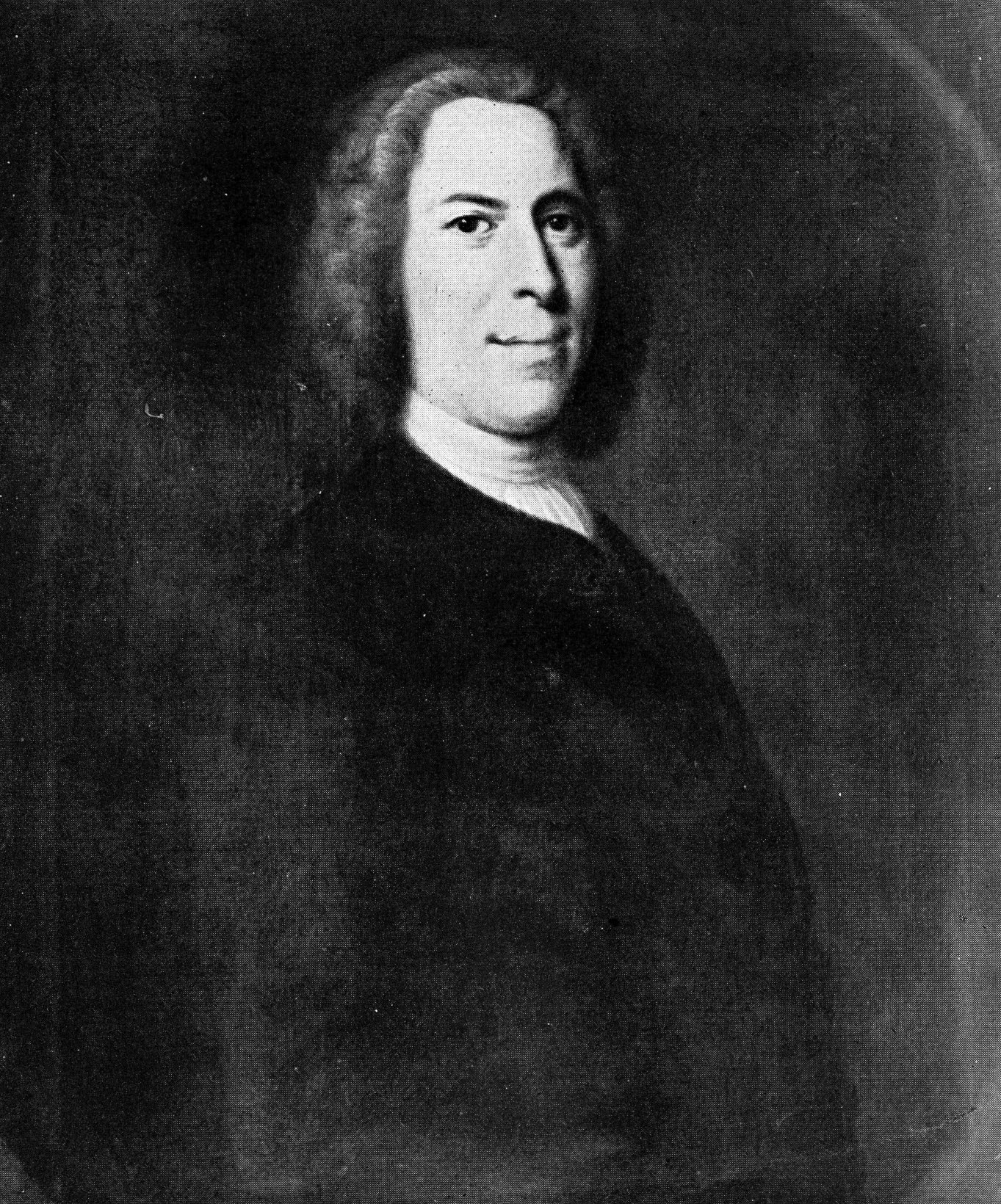
ニコラウス・フォン・ツィンツェンドルフ

ニコラウス・ルートヴィヒ・フォン・ツィンツェンドルフ・ウント・ポッテンドルフ伯爵（Nikolaus Ludwig von Zinzendorf und Pottendorf, 1700年5月26日 – 1760年5月9日）は、モラヴィア兄弟団の監督。伯爵。
ツィンツェンドルフは、ドレスデンに生まれ、10歳の時にアウグスト・ヘルマン・フランケの敬虔主義の中学校に入学した。
イエス・キリストの磔刑画に「われこれをすべて汝のために為す、汝わがためになにを為せしや」と書いてあるのを見て、罪の身代わりとして十字架にかけられたキリストの愛に捕えられ、いのちのすべてをキリストに投げ出し、献身した。彼は『日々の聖句』の創始者としても知られている。
伯爵の領地へ、ボヘミアで迫害を受けた、フス派、敬虔主義者、アナバプテストの逃れ場として招き入れて、そこはヘルンフート（主の守りの意味、現在はドイツ・ザクセン州内）と呼ばれるようになった。1727年にヘルンフートでリバイバルが起こり、会衆は聖霊の臨在によって倒れるようになった。